# Super Mario Maker
Super Mario Maker (Japans: スーパーマリオメーカ) is een computerspel voor Wii U waarbij de speler eigen levels van Super Mario Bros., Super Mario Bros. 3, Super Mario World en New Super Mario Bros. U kan creëren en online kan delen zodat andere spelers die levels ook kunnen spelen. Het spel is in Europa uitgebracht op 11 september 2015.

## Ontwikkeling
Het spel werd voor het eerst aangekondigd op E3 in 2014, onder de naam Mario Maker. Het spel startte als een tool van het interne ontwikkelingsteam van Nintendo om het binnen het bedrijf te gebruiken. Het team realiseerde echter al snel de potentie van de tool als een spel en sprak over het idee met senior-gamedesigner Takashi Tezuka. Ondertussen wilde Tezuka al een Wii U-opvolger maken van Mario Paint die gebruikmaakt van de Wii U GamePad. Bij het zien van de Mario Maker-tool realiseerde Tezuka zich echter dat een spel waarin men levels maakt, meer potentieel had dan een tekenprogramma. Het spel werd geregisseerd door Yosuke Oshino, die eerder werkte als programmeur aan Pikmin, Pikmin 2 en New Super Mario Bros. Wii.

## Super Mario Maker for Nintendo 3DS
Op 16 december 2016 werd Super Mario Maker geporteerd voor de Nintendo 3DS. Deze game werkte met Streetpass maar had niet de mogelijkheid om levels online te delen. Er zijn ook 100 nieuwe levels bij de Mario-missie en missies zijn ook nieuw.

## Super Mario Maker 2
Op 13 februari 2019 maakte Nintendo bekend dat Super Mario Maker 2 in ontwikkeling is voor de Nintendo Switch. In deze versie komen hellingen en meerdere nieuwe thema's waaronder Super Mario 3D World.